# La Conquista
La Conquista é um município da Nicarágua, situado no departamento de Carazo. Tem 88 km² de área e sua população em 2020 foi estimada em 4.047 habitantes.